# Олга Благојевић
Олга Благојевић (Сарајево, 18. фебруар 1939 — Фоча, 10. јул 2005) je била доктор стоматологије, професор на катедри за стоматолошку протетику Стоматолошког факултета у Сарајеву, оснивач и први декан Стоматолошког фаултета Универзитета у Источном Сарајеву са сједиштем у Фочи. 

## Биографија
Рођена је у Сарајеву. Основну и средњу зуботехничку школу завршила је у Сарајеву. Дипломирала је 1966. на Стоматолошком факултету у Сарајеву. Након дипломирања радила је у Дому здравља на Илиџи као стоматолог. Универзитетску каријеру започела је 1970. године на Стоматолошком факултету у Сарајеву, као асистент на предмету Стоматолошка протетика. Специјалистички испит из Стоматолошке протетике је положила 1975, а 1978. године одбранила је магистарску тезу. На матичном факултету одбранила је и докторску дисертацију 1982. године. У звање доцента је изабрана 1983, а 1988. у звање ванредног професора на предмету Стоматолошка протетика на Стоматолошком факултету у Сарајеву. У периоду од 1986. до 1990. године обављала је функцију продекана за наставу Стоматолошког факултета у Сарајеву.

## Рат и универзитетски ангажман
У току Отаџбинског рата, 1993. године одлучила је да напусти Сарајево и пређе у Фочу. У Фочи је основала Стоматолошки факултет. Обављала је дужност декана Стоматолошког факултета у Фочи, од оснивања факултета до смрти. На овом факултету је 1996. године изабрана у звање редовног професора на предмету Стоматолошка протетика.
Стоматолошки факултет у Фочи је под њеним руковођењем постао установа гдје стичу звања доктори стоматологије, магистри и доктори стоматолошких наука, али и стручна звања специјалисти из разних области стоматологије.